# Erax nigrosetosus
Erax nigrosetosus är en tvåvingeart som beskrevs av Oskar Theodor 1980. Erax nigrosetosus ingår i släktet Erax och familjen rovflugor.
Artens utbredningsområde är Israel. Inga underarter finns listade i Catalogue of Life.